# Завод карбіду кальцію в Чорро
Завод карбіду кальцію в Чорро – колишній виробничий майданчик на півдні Іспанії.
Наприкінці XIX – на початку ХХ століть в Іспанії з’явився цілий ряд заводів з виробництва карбіду кальцію, що як джерело ацетилену відігравав важливу роль в індустрії освітлення. Карбід отримували шляхом плавки вапна з вугіллям в електропечах, тому важливим для успіху проекту було забезпечення поставок електроенергії, а карбідна промисловість тяжіла до районів першочергового розвитку гідроенергетики. Так, в 1904 році за чотири десятки кілометрів на північний захід від Малаги ввели в дію ГЕС Чорро (2,9 МВт), при цьому, враховуючи нерівномірність виробітки гідроелектроенергії, для споживання сезонних надлишків спорудили завод карбіду кальцію.
Можливо відзначити, що в 1921-му у гідрокомплексі Чорро з’явилось водосховище, яке дозволяло згладжувати нерівномірність виробітки, а зростаюча промисловість Малаги потребувала все більше електроенергії. На цьому тлі обсяг виробництва заводу в Чорро був доволі малим в порівнянні з іншими сучасними йому карбідними заводами Іспанії, так, в 1926-му він виробив 425 тонн, в 1927-му 500 тонн, а в 1928-му 250 тонн карбіду кальцію. У підсумку через нестачу електроенергії 1928 рік став останнім в роботі карбідного заводу.